# Гасанов, Саявуш Гасан оглы
Саявуш Гасан оглы Гасанов (азерб. Səyavuş Həsən oğlu Həsənov) — Национальный Герой Азербайджана (1992, посмертно).

## Биография
Родился 20 января 1964 года в селе Енгиджа Шарурского района. Учился до восьмого класса в сельской средней школе, после чего продолжил своё образование в техникуме № 54 в Баку.
Пройдя службу в армии, отправился на работу в Тюмень, однако, услышав о трагедии 20 января 1990 года, вернулся в Баку и присоединился к Народному фронту Азербайджана. Добровольцем воевал в Карабахе, погиб в 1992 году.

## Национальный герой
Указом № 69 Президента Азербайджанской Республики от 21 июля 1992 года ему было посмертно присвоено звание «Национальный Герой Азербайджана».
Похоронен на Аллее Шахидов в Баку.